# Rue des Arènes
La rue des Arènes est une voie du 5e arrondissement de Paris située dans le quartier Saint-Victor.

## Situation et accès
Les stations du métro de Paris les plus proches sont Place Monge, sur la ligne 7 et Jussieu, sur la ligne 10.

## Origine du nom
Elle porte ce nom en raison du voisinage des anciennes arènes de Lutèce.

## Historique
Cette rue est probablement l'une des plus anciennes voies de Paris, située sur la montagne Sainte-Geneviève, alors appelée mont Lucotitius. Contournant les arènes de Lutèce, elle constituait déjà au Ier siècle, comme de nos jours, l'accès principal à l'amphithéâtre construit par les Romains dans Lutèce. Vers 1860, avec les fouilles de Théodore Vacquer dans le secteur qui permit la redécouverte des arènes, oubliées pendant plusieurs siècles, la rue fut retracée pour permettre l'accès aux ruines et renommée « rue des Arènes ».
De nos jours, la rue est bordée d'immeubles de type haussmannien sur le côté opposé aux arènes de Lutèce et donne accès au square Capitan.

## Bâtiments remarquables et lieux de mémoire
- Les arènes de Lutèce dont l'entrée principale se trouve dans la rue ont été classées en 1884 aux monuments historiques[2]. Elles sont également accessibles à travers l'immeuble du 49, rue Monge.
- No 4 : se trouvait l'ancien Service municipal des eaux et égouts de Paris (plaque sur la façade). Il abrite actuellement la Maison des associations du 5e arrondissement, structure municipale d'accueil et d'accompagnement des associations de l'arrondissement.
- No 5 : l'écrivain et résistant Jean Paulhan vécut au  de cette rue de 1940 à sa mort. Le 6 mai 1941 il y est arrêté, mais libéré, grâce aux relations de Pierre Drieu la Rochelle. Dénoncé comme juif par la femme de Marcel Jouhandeau, en mai 1944, il est prévenu à temps par Gerhard Heller et s'enfuit par les toits[3]. Une plaque apposée sur l'immeuble de style néogothique rappelle cet événement[4]. Michel Houellebecq y situe la résidence du professeur d'université Robert Rediger, un des héros du roman Soumission.
- No 6 : accès au square Capitan. Aménagé en jardin public sur l'emplacement de l'ancien réservoir Saint-Victor, il porte le nom de Joseph-Louis Capitan, médecin et archéologue français, qui s'intéressa à la restauration des arènes de Lutèce pendant la guerre de 1914-1918. Jean Paulhan, dont l'immeuble est surveillé par la police allemande, y rencontre Louis Aragon pour discuter de la création des Lettres françaises et du Comité national des écrivains à la fin du mois de juillet 1941[5].

Le réservoir Saint-Victor avait été construit à ciel ouvert dans les années 1830, après l'achèvement du creusement du canal de l'Ourcq, destiné à la fois à alimenter Paris en eau potable et à favoriser la navigation des péniches. Un aqueduc amenait ainsi une partie de ses eaux sur la rive gauche de la Seine dans deux réservoirs, le présent réservoir Saint-Victor et celui de la rue Racine.
Ce square donne accès à la Maison des oiseaux de la ville de Paris, espace pédagogique destiné à favoriser l'observation et la connaissance des oiseaux en milieu urbain.

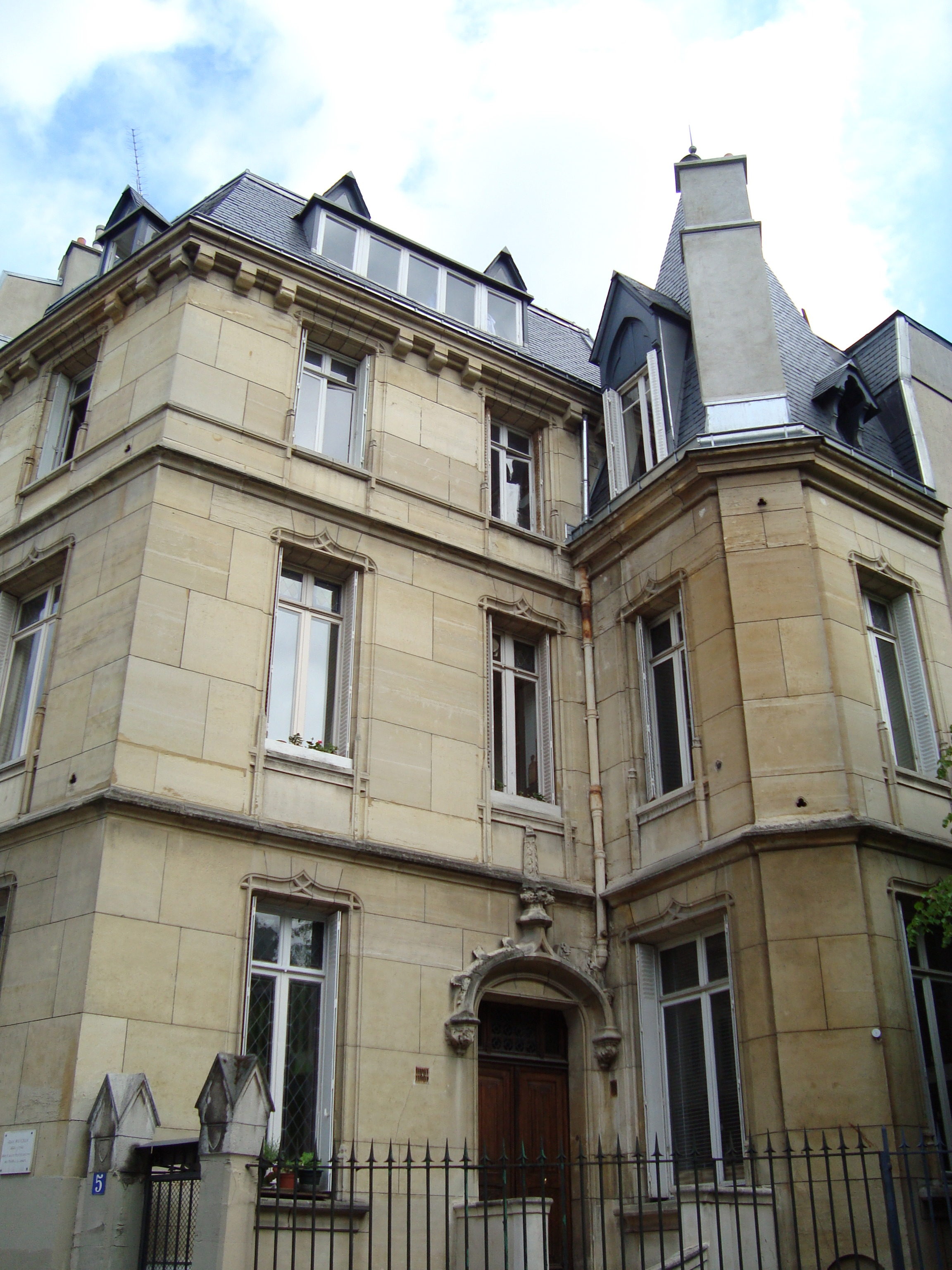
L'hôtel particulier au no 5, où vécut Jean Paulhan.
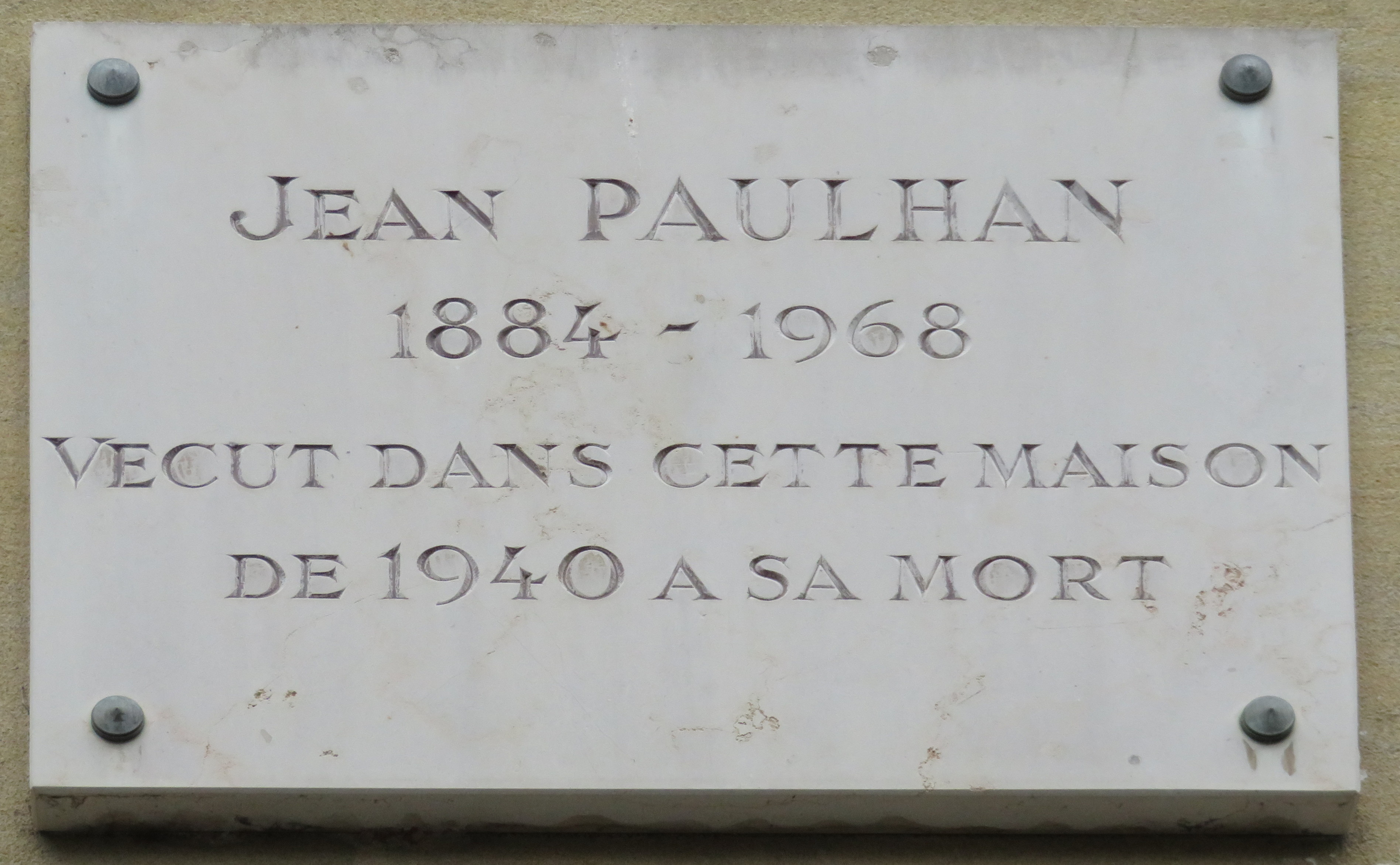
Plaque commémorative au no 5.
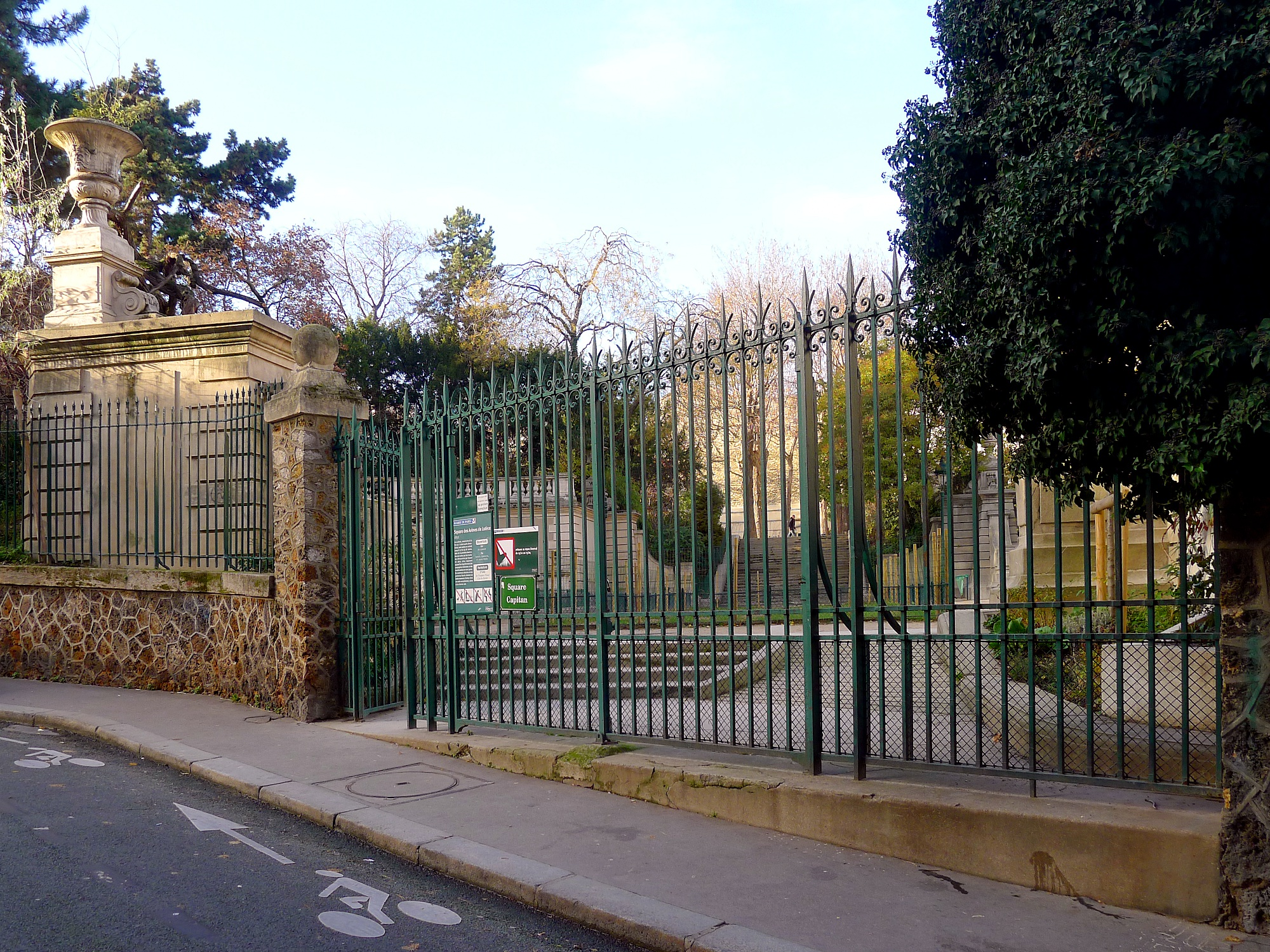
Au no 6, entrée du square Capitan.